# Steenberg Laura
De Steenberg Laura was een steenberg in Eygelshoven in de Nederlandse gemeente Kerkrade. De heuvel was oorspronkelijk de steenstort van de kolenmijn Laura.

## Geografie
De heuvel lag ten westen van de kolenmijn en werd in het noorden begrensd door de Doctor Calsstraat en de spoorlijn Sittard - Herzogenrath, in het oosten door de Buitenring Parkstad Limburg (N300) en de Strijthagerbeek en in het zuiden en zuidwesten door de spoorlijn Schaesberg - Simpelveld. Ten oosten van de steenberg bevond zich Hopel, verder naar het zuiden Oude Hopel en verder naar het westen Schaesberg.
De steenberg bevond zich in de overgang van het Plateau van Nieuwenhagen in het noordwesten naar het Strijthagerbeekdal in het zuidoosten.

## Geschiedenis
In 1905 werd de steenkolenmijn Laura in bedrijf genomen om hier de steenkolenlagen van het Zuid-Limburgs steenkoolbekken te ontginnen. Met deze ontginning ontstond er onbruikbaar steenafval afkomstig uit de steengangen die men via een kabelbaan en naar de ten noordwesten van de mijn gelegen steenberg transporteerde. Op de steenberg werden transportbanden gebruikt.
In 1935 was er een brand die werd bestreden met veel water en uitgraven.
In 1957 werd de steenberg tussen de spoorlijnen niet meer voor de stort van steenafval gebruikt wegens plaatsgebrek. Toen werd ten zuiden van de spoorlijn Schaesberg - Simpelveld een nieuwe stort begonnen.
In 1967 werd het oostelijke deel van de steenberg afgegraven om ruimte te maken voor de aanleg van een autoweg.
In 1974 werd de kolenmijn gesloten. Sinds 1972 tot omstreeks 1985 werd de steenberg afgegraven door Laura en Vereeniging om het materiaal te wassen en het bruikbare kool te verstoken in de centrale van Julia. De geschikte stenen gingen naar steenfabriek Nievelsteen. Door de samenstelling van de stenen is het materiaal zeer geschikt voor het maken van speciale bakstenen.
In 1974 had de steenberg een oppervlakte van ongeveer 10 hectare, met een hoogte van 40 meter en een massa van 3,2 miljoen ton.
Anno 2011 is vrijwel de gehele steenberg afgegraven en gesaneerd.